# Енос (околия)
Околия Енос (на турски: Enez ilçesi) е околия, разположена във вилает Одрин, Турция. Общата ѝ площ е 455 км2. Според оценки на Статистическия институт на Турция през 2022 г. населението на околията е 10 488 души. Административен център е град Енос.

## Населени места
Околията се състои от 20 населени места – 1 град и 19 села.
Град
- Енос

Села
- Адбурахим (Abdurrahim)
- Асарли (Hisarlı)
- Бюйюкеврен (Büyükevren)
- Вакъф (Vakıf)
- Гюлчавуш (Gülçavuş)
- Исьорен (Küçükevren)
- Ишъклъ (Işıklı)
- Йенидже (Yenice)
- Караинджирли (Karaincirli)
- Коджаали (Kocaali)
- Султаница (Sultaniçe)
- Сютчюлер (Sütçüler)
- Умурбей (Umurbey)
- Хаскьой (Hasköy)
- Чандър (Çandır)
- Чаушкьой (Çavuşköy)
- Черибашъ (Çeribaşı)
- Шехитлер (Şehitler)
- Язър (Yazır)